# Велья-Лавелья
Велья-Лавелья (исп. Vella Lavella) — вулканический остров в группе островов Нью-Джорджия в архипелаге Соломоновы острова. Административно входит в состав Западной провинции меланезийского государства Соломоновы Острова. Коренное название острова — Мбилуа.

## География
Остров Велья-Лавелья расположен в южной части Тихого океана в островной группе Нью-Джорджия архипелага Соломоновы острова. К северу от острова расположен остров Шуазёль, к северо-западу — остров Шортленд, к юго-востоку — остров Нью-Джорджия.
Велья-Лавелья представляет собой вулканический остров, окружённый в некоторых местах коралловым рифом. На территории острова расположены 6 вулканических конусов и один термальный источник. Высшая точка Велья-Лавельи, гора Тамбисала, достигает 808 м. Другое возвышение, вулкан Лавадом-Нонда (самый молодой вулкан острова), достигает 750 м.
Климат на острове влажный, тропический. Велья-Лавелья подвержен землетрясениям и циклонам.

## История
15 марта 1893 года над островом был установлен протекторат Британской империи
 и до 1971 года был частью Британских Западно-Тихоокеанских Территорий
После поражения японских войск в годы Второй мировой войны на острове Нью-Джорджия и в сражении в заливе Велья японцы эвакуировали свои гарнизоны в центральной части Соломоновых островов. В местечке Хораниу, в северной части Велья-Лавелья, 19 августа 1943 года они развернули базу для эвакуированных барж и гарнизона с острова Коломбангара, но уже 14 сентября силы союзников захватили её. На острове оставалось 600 японских солдат и рабочих, которые сосредоточившись в северо-западной части Велья-Лавелья, ожидали эвакуации, которая прошла 7 октября 1943 года после боя близ острова.
С 1978 года остров Велья-Лавелья является частью государства Соломоновы Острова.

## Население
В 1999 году численность населения Велья-Лавельи составляла 9 160 человек.
Островитяне разговаривают на меланезийском языке билуа (8740 носителей в 1999 году).

## Экономика
Основное занятие местных жителей — сельское хозяйство.